# Через зеркало (Остаться в живых)
«Через зеркало» (англ. Through the Looking Glass) — финальная сдвоенная серия третьего сезона американского телесериала «Остаться в живых», она включает в себя 22-ю и 23-ю серии сезона (71-ю и 72-ю серии в общем счёте). Сценарий серии был написан исполнительными продюсерами сериала Карлтоном Кьюзом и Деймоном Линделофом, а сама серия была снята Джеком Бендером. Премьерный показ состоялся 23 мая 2007 года на ABC в США и на CTV Television Network в Канаде. В России показ серии состоялся 31 января 2008 года на Первом канале. Как и финалы двух предыдущих сезонов, «В Зазеркалье» длится в два раза дольше обычной серии. При релизе DVD серия была разделена на две части. Финал третьего сезона считается одной из лучших серий «Остаться в живых». Серия получила несколько наград и номинаций, включая три номинации на «Эмми» и номинацию на награду Гильдии режиссёров США.
События в серии разворачиваются в конце декабря 2004 года, спустя более чем 90 дней после катастрофы рейса 815 компании Oceanic Airlines. Противостояние между выжившими и опасными и загадочными жителями Острова, называемых Другими, достигает апогея, когда десять Других попадают в засаду в лагере выживших и значительная их часть погибает. Тем временем Джек (Мэттью Фокс) ведёт большую часть выживших к радиовышке, чтобы связаться с подплывшим к Острову кораблём. Параллельно показываются сцены из жизни Джека, в которых он находится в депрессии и сидит на болеутоляющих. В неожиданной концовке (англ. twist ending) выясняется, что эти сцены — флешфорварды, описывающие жизнь Джека после того, как он покинул Остров, а не флешбэки, как это было в предыдущих сериях «Остаться в живых».

## Сюжет

### События на станции
Привязанного к стулу на станции Зеркало Чарли допрашивают две девушки, Бонни и Грета. Они другие. Чарли говорит, что узнал о станции от Джульет. Бонни и Грета входят в другую комнату и по рации общаются с Беном. Дверь открывается так, что Чарли слышит их разговор и видит жёлтый свет от блокирующего устройства в комнате, как в видении Десмонда. Бонни говорит Бену о предательстве Джульет. Бен приказывает Михаилу Бакунину попасть на станцию.
Чарли говорит Бонни и Грете, что любой ценой, даже ценой своей жизни выполнит свою миссию на станции.
Очнувшийся Десмонд понимает, что Чарли спустился сам. Внезапно Михаил Бакунин начинает стрелять в него с берега. Десмонд ныряет за борт и плывёт вниз, на станцию. Михаил тоже плывёт на станцию, с помощью акваланга.
Михаил, выплыв на станции, удивлён встрече с Бонни и Гретой — он думал, что они в Канаде. Более того, он удивлён, что станция не затоплена, как говорил Бен. Чарли рассказывает Михаилу, что станция блокирует радиопередачи с острова. Это также поражает Михаила. Михаил разговаривает с Беном по рации, причём наедине. Бен оправдывает обман о станции необходимостью защитить остров и гарантировать всеобщую безопасность. Он также приказывает Михаилу убить всех на станции и удостовериться, что блокирующее устройство продолжает работать.
Михаил из пистолета стреляет Грете в грудь и Бонни в спину. Грета умирает сразу, а Бонни ещё жива. Михаил хочет её добить, но тут появляется Десмонд и стреляет из гарпуна Михаилу в грудь. Тот падает. От умирающей Бонни Чарли узнает код для отключения блокирующего оборудования.
Чарли вводит код и отключает блокирующее устройство. По видеосвязи он говорит с Пенелопой Уидмор — девушкой Десмонда. Из их разговора становится ясно, что Пенни не находится на корабле, как говорила Наоми, и она вообще не знает, кто такая Наоми.
Внезапно Чарли видит в иллюминаторе Михаила с гранатой. Чарли задраивает люк комнаты изнутри под носом у Десмонда. Михаил взрывает гранату, и в комнату начинает заливаться вода. Чарли пишет сообщение на своей руке и показывает его Десмонду в соседней комнате через смотровое стекло — «это не корабль Пенни». Потом Чарли умирает в затопленной комнате.

### События на острове
Джек Шепард уводит выживших к радиовышке, а Бернард, Джин и Саид остаются в засаде ждать других.
На пляж приходят Другие во главе с Прайсом и Томом. Бен, узнав о предательстве Джульет, хочет их отозвать, но они выключили рации. Они начинают обыскивать палатки, помеченные кораллами. Саид из снайперской винтовки взрывает динамит в одной палатке, а Бернард из дробовика — во второй. Взрывы убивают Ивана, Диану и ещё троих других. Джин стреляет из пистолета по своему динамиту, но промахивается. Тогда он выстрелами в грудь убивает Люка и Мэтью. Однако трое оставшихся в живых других (Том, Райан и Джейсон) захватывают Джина, Бернарда и Саида.
По рации Том связывается с Беном, и сообщает, что семеро из команды нападения мертвы. Бен приказывает ему казнить Джина, чтобы Саид и Бернард показали, куда ушли остальные. Джин настаивает, чтобы никто не говорил. Саид уверен, что другие убьют их так или иначе, но Бернард запаниковал и рассказал, что выжившие пошли к радиомачте, чтобы использовать спутниковый телефон Наоми, и что Карл предупредил их о раннем нападении Других.
Бен приказывает Ричарду Алперту направляться к Храму. Сам он планирует перехватить группу Джека. Алекс просится пойти с Беном. Бен соглашается, говоря, что это — хорошая идея, отмечая, что Алекс должна увидеть Карла снова.
Кейт уговаривает Сойера вернуться на пляж и помочь Саиду, Джину и Бернарду, но Сойер не соглашается. Однако чуть позже Сойер объявляет, что возвращается на пляж, говоря Кейт, что он не хотел идти с ней, так как боится за неё. Джульет предлагает идти с ним.
Хёрли догоняет Сойера и Джульет, но Сойер прогоняет его.
Локк очнулся в яме, нашёл оружие и пытается застрелиться. Но появляется Уолт и приказывает Локку вставать и выполнить свою незавершённую миссию.
Бен и Алекс перехватывают группу Джека, и Бен говорит с Джеком наедине. Бен сообщает Джеку, что Наоми не та, за кого себя выдает, и просит отдать спутниковый телефон, иначе все на острове погибнут. Джек не верит Бену и берет его в плен, избивая его.
Даниэль Руссо встречает свою дочь Алекс.
Сойер и Джульет пришли к пляжу, но колеблются нападать на других, ведь у них нет оружия. Неожиданно Хёрли на мини-автобусе въезжает на пляж и давит насмерть Райана Прайса. Это отвлекает Джейсона, и Саид убивает его, сворачивая ногами шею. Том пытается сдаться, но Сойер убивает его выстрелом в грудь в отместку за похищение Уолта.
Выжившие, Наоми, Карл, Даниэль Руссо и Алекс дошли до радиовышки. Наоми говорит, что Чарли отключил глушитель и связь работает, но её блокирует сообщение Руссо. Француженка говорит, что его можно отключить в радиовышке. Бен говорит Алекс, что Даниэль Руссо — её мать. Они обе обнимаются. Наоми говорит, что теперь можно позвонить на корабль. Однако Локк добирается до радиовышки и кидает ей нож в спину. Он угрожает Джеку. Бен убеждает Локка убить Джека, но Руссо бьёт его. Локк уходит. Джек звонит на корабль, где ему отвечает некий Минковский и вызывает помощь. Бен беспомощно наблюдает, как оставшиеся в живых начинают праздновать и ожидают их спасение. Джек еле сдерживает слёзы.

### Будущее
Джек летит в самолёте. Он замечает статью в газете. Это — чей-то некролог. Далее нам показывают Джека, намеревающегося прыгнуть с моста, но автокатастрофа останавливает его. Вместо того, чтобы убить себя, он спасает людей, пострадавших в автокатастрофе. Позже, в своей больнице, он хочет сам оперировать пострадавшую девушку. Но главврач не разрешает ему, так как Джек употребляет психотропные средства и пьёт. В больнице он встречается с беременной от другого человека Сарой. Затем он приезжает на похороны человека, про которого он читал в некрологе.
Джек постоянно пытается связаться с кем-то по телефону. И, наконец, нам показывают, с кем именно. Он собирается встретиться с этим человеком и приезжает на встречу. Этот человек — Кейт Остин. Джек предлагает Кейт вернуться на остров, говорит, что они не должны были уезжать, что это было ошибкой. Она отказывается и уезжает. Он дважды кричит ей вслед «Мы должны вернуться!». Очередной самолёт взлетает позади него из аэропорта. Что случилось дальше и кем был тот мертвец, видно в последней серии 4-го сезона «Долгожданное возвращение».